# フシナシミドロ
フシナシミドロは、不等毛藻（オクロ植物門）の黄緑色藻綱フシナシミドロ目に分類される1属であるフシナシミドロ属（バウケリア属、学名: Vaucheria）のこと、またはそれに属する藻類のことである。フシナシミドロ属の特定の種（Vaucheria sessilis）に「フシナシミドロ」の和名を充てていることもある。和名の由来ともなった隔壁がない（節無し）糸状体をもち、まばらに分枝する（図1）。糸状体の中軸には液胞が存在し、表層部に多数の核と緑色の葉緑体をもつ。多数の鞭毛をもつ特異な遊走子によって無性生殖を行い、また生卵器・造精器を形成して卵生殖を行う。基質上にしばしばフェルト状のマットを形成し、水田など淡水域や湿土上に見られるが、汽水・海水域に生育する種もいる。世界中から100種ほどが記載されている。

## 特徴

### 栄養体
藻体は糸状体であり、直径10–200マイクロメートル (µm)、先端成長し、不規則にまばらに分枝する（図1, 2）。多数の糸状体が密集し、岩や泥などの基質上にマットを形成している。糸状体の先端部には葉緑体がほとんどなく、透明帽ともよばれる（下図2b）。糸状体は基本的に隔壁を欠く多核体であるが、生殖器官が形成された部分では隔壁が形成される。糸状体の中軸部は大きな液胞で占められ、表層部に多数の核や葉緑体が存在する。葉緑体は緑色、盤状で多数、ピレノイドを欠く。光合成色素としてはクロロフィルa、c、ジアジノキサンチン、ジアトキサンチン、ヘテロキサンチン、ボウケリアキサンチン、β-カロテンをもつ。糸状体内で、弱光下では葉緑体が細胞表面に集合し、強光下では逃避する葉緑体定位運動をすることが知られている。また、顕著な原形質流動を示す。ときに、無色の仮根を生じて基質に付着する（下図2c）。
細胞壁はおもにセルロースからなる。細胞膜上のセルロース合成酵素複合体は、多列線状である。細胞壁に石灰が沈着することがある。

### 生殖

#### 無性生殖
フシナシミドロは、多核・多鞭毛で長さ 200 µm に達する大きな集合遊走子（集合性遊走子 synzoospore）を形成して無性生殖を行う（下図3a）。糸状体の先端部が隔壁で区画化されて遊走子嚢となり、その内部の原形質が集合遊走子になる（下図3a）。亜等長の2本の鞭毛が組となり、その基部に1個の核が付随した単位が、亜球形の細胞の表面全体に分布している（下図3a）。鞭毛は、不等毛藻に一般的な管状小毛を欠く。葉緑体も、細胞表層に多数存在する。集合遊走子は遊泳して着生し、鞭毛を吸収して細胞壁を形成する。また、同様に形成される大きな多核細胞であるが、鞭毛を欠く不動胞子（aplanospore）による無性生殖も知られている。そのほか、糸状体の一部が区画化されて細胞壁が厚化して数珠状にアキネート（akinete）を形成し、これによって無性生殖を行う例も報告されている。

#### 有性生殖

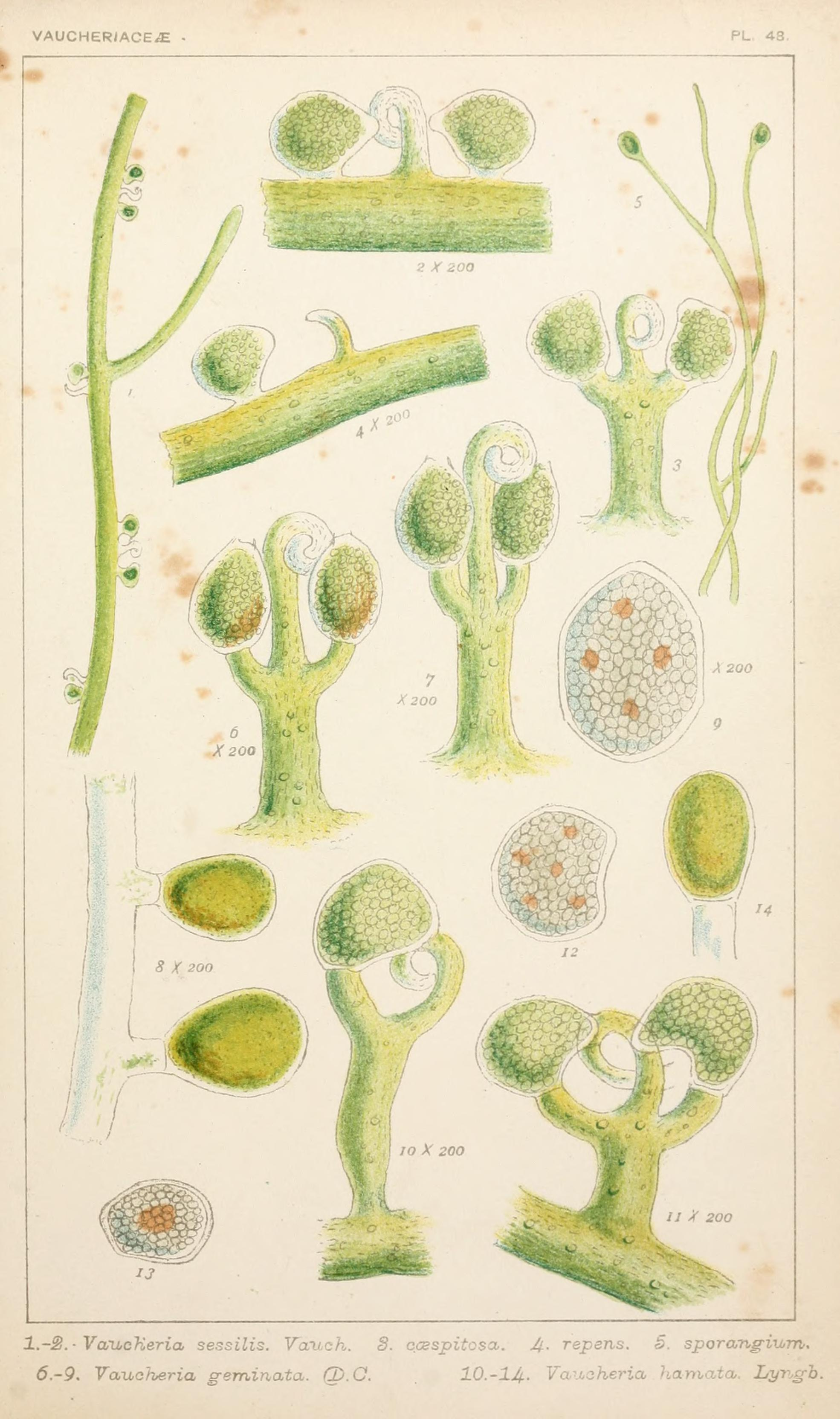
4. フシナシミドロ属のいくつかの種の生殖器官

フシナシミドロは、卵細胞 (egg cell) と精子 (spermatozoid) による卵生殖を行う。精子を形成する造精器や、卵を形成する生卵器が、糸状体から隔壁で仕切られて側生するが、造精器と生卵器が同一の株につく（雌雄同株）ものと、異なる株につく（雌雄異株）ものがある。これら雌雄生殖器の特徴には下記のような多様性があり、フシナシミドロ属における重要な分類形質とされている。
造精器 (antheridium, pl. antheridia) のつき方には多様性があり、糸状体の側方に直接生じるもの（sessile）、柄（造精器柄 antheridial pedicel）の上につくもの（図3c, 4）、特別な細胞（支持細胞 supporting cell、アンドロフォア androphore）上につくもの、生卵器と共通の柄（子実枝 gametophore, fruiting branch）につくもの（上図3b, c, 4）、などがある。また造精器の形態にも多様性があり、円筒形のもの（まっすぐまたは湾曲）、紡錘形のもの、卵形のもの、などがある。造精器の開口部は1個のものや複数のものがあり、また開口部がなく細胞壁の崩壊によって精子を放出するものもいる。造精器内では多数の精子が形成され、精子は側面から前後に伸びる2本の鞭毛をもち、後鞭毛の方が長く、前鞭毛には管状小毛が付随する（上図3c）。精子は葉緑体や眼点を欠く。精子の前端にはプロボスシス (プロボーシス、proboscis) とよばれる舌状の突出構造があり、微小管性鞭毛根の一部 (root 3) が発達したもので支持されている。
生卵器（oogonium, pl. oogonia）も糸状体の側方に直接生じる場合と、子実枝上につく場合がある。直径 30-400 µm、しばしば開口部が突出してくちばし状突起 (beak) になっている。生卵器内の原形質は最初は多核細胞であるが、最終的に1個の核を有する1個の卵細胞になる。
精子は造精器から泳ぎ出て生卵器の開口部から侵入し、卵細胞と受精して接合子が形成される。ただし、卵細胞が生卵器から出てから受精する例もある。接合子は細胞壁が厚化して耐久細胞となり、卵胞子（oospore）ともよばれる。卵胞子は休眠後に発芽し、糸状体を形成する。卵胞子の発芽時に減数分裂する（つまり生活環の大部分は単相である単相単世代型生活環）とされていたが、実際には配偶子（精子と卵）形成時に減数分裂が起こる（つまり生活環の大部分は複相である複相単世代型生活環）ことが示唆されている。
培地に糖を加えて浸透圧ストレスをかけることや、長日条件下におくことで、有性生殖を誘導できる例が報告されている。

### 生理
フシナシミドロは、青色の弱光に対しては正の、強光に対しては負の光屈性を示す。この反応は偏差成長（光が当たっている側と当たっていない側で成長速度が異なることによる屈曲）によるものではなく、糸状体先端の成長部分が光の方向またはその反対側へ移動することによるもの（突出屈曲）であることが報告されている。この反応時には、プロトン（水素イオン）やカルシウムイオンが流入している。
またフシナシミドロでは、青色光によって側枝形成が誘導される。この反応の青色光受容体はオーレオクロム (aureochrome) とよばれ、N末端側に転写因子であるbZIP (basic leucine Zipper) が、C末端側にLOV (Light-Oxygen-Voltage) ドメインが存在し、LOVドメインには色素としてフラビン類のFMN (flavin mononucleotide) が結合している。オーレオクロムはフシナシミドロから最初に発見され、その後、黄緑色藻以外の不等毛藻（珪藻、ぺラゴ藻、黄金色藻、褐藻、ラフィド藻）からも見つかっているが、他の真核生物からは報告されていない。またオーレオクロムは、フシナシミドロにおいて生殖器官の形成抑制にも働いていることが報告されている。

## 生態
フシナシミドロ属の中には、淡水産（湖沼、河川、水路など）の種が多いが、海産種（潮間帯、干潟、マングローブ、塩湿地など）も存在する。また、湿った陸上に生育するものもいる。常に水中に生きるもの（aquatic）から、ときに水上に出る環境に生きるもの（semi-aquatic）、常に水中に没しない環境に生きるもの（terrestrial）がある。南極や北極圏からも報告されている。糸状体が密集して緑色のマットを形成し、基質の安定化に寄与する。やや低温を好み、オーストリアでの観察では、冬から春にはしばしばマットを形成するが、夏季にはその多くが見られなくなるとされる。

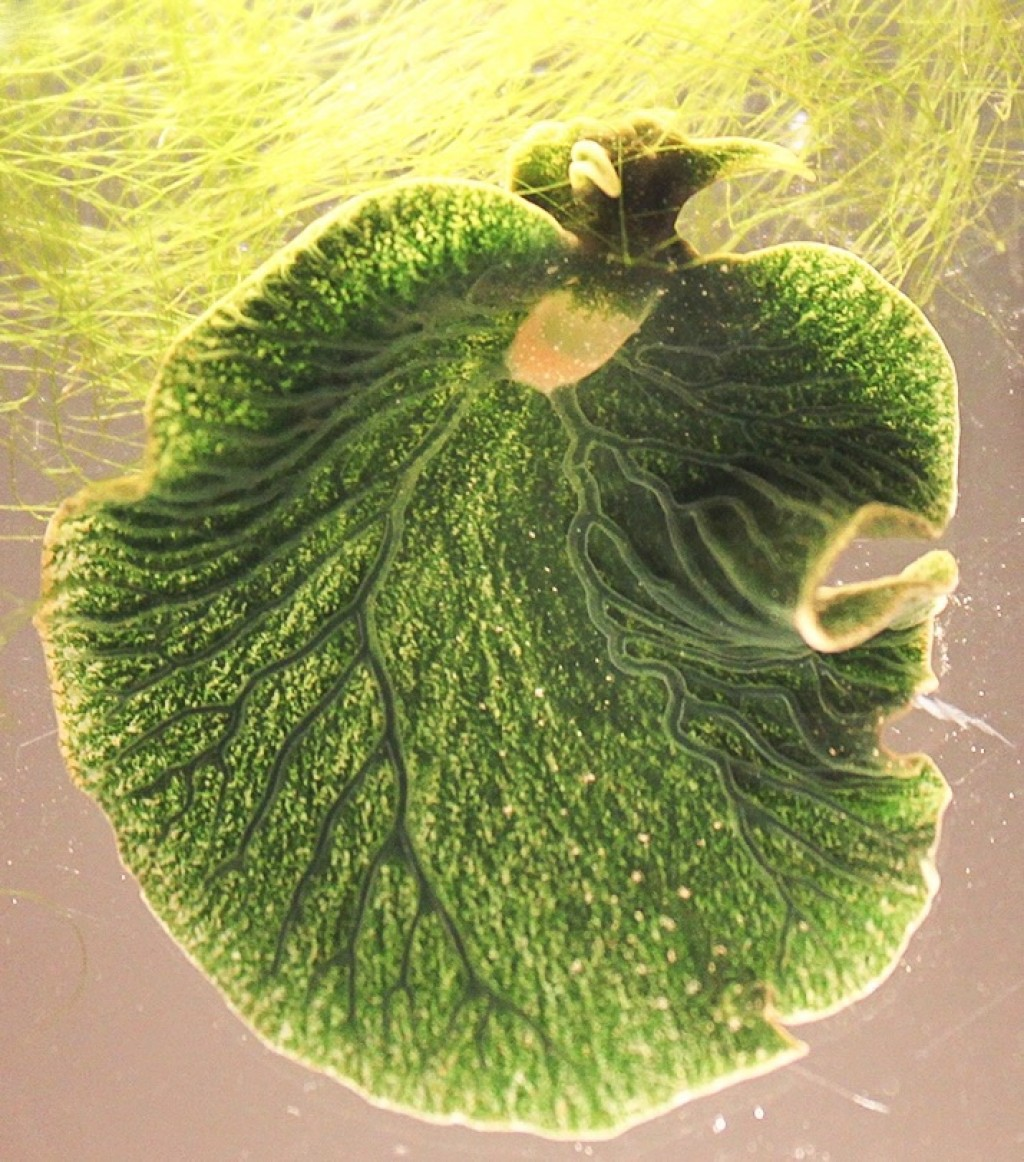
5. エリシア・クロロティカと（上）

嚢舌類ウミウシの一種であるエリシア・クロロティカ（Elysia chlorotica; 図5）は海産フシナシミドロの一種（Vaucheria litorea）を食べるが、その葉緑体のみを消化せずに保持し、自身の葉緑体（盗葉緑体）として利用する。盗葉緑体を獲得したエリシア・クロロティカは、その後は餌を食べず、光合成生物として一生（約10ヶ月）を生きる。

## 分類
属名の Vaucheria は、スイスの牧師・藻類学者であるジャン＝ピエール・ヴォーシェ（Jean-Pierre Étienne Vaucher）に献名されたものである。ただし、ヴォーシェ自身はこの名を固辞し、自ら研究したフシナシミドロの数種に対して異なる属名 Ectosperma を提唱した。
類似属であるクビレミドロ属（Pseudodichotomosiphon Y.Yamada, 1934）は海岸の高潮線付近の泥上に生育しており、二又分枝する糸状体がところどころでくびれている点でフシナシミドロ属とは異なる。しかし、生殖器官の特徴などはフシナシミドロと同一であり、フシナシミドロ属に含める意見もある。
フシナシミドロは、その色調から古くは緑藻に分類されていた。しかしクロロフィルbやデンプンを欠くこと、精子が不等鞭毛をもつことなどから、黄緑色藻綱に分類されるようになった。ただし、極めて特異な形質（集合遊走子、有性生殖器官など）をもつため、独立の門（フシナシミドロ植物門 Vaucheriophyta）や綱（フシナシミドロ綱 Vaucheriophyceae）に分類されたこともある。また体制や生殖器官の類似性から、卵菌とともに分類されていたこともある。その後の分子系統学的研究などからは、黄緑色藻綱に属することが強く支持されている。
フシナシミドロ属には100種ほどが記載されており（2023年現在）、おもに生殖器官（造精器、生卵器）の特徴に基づいて分類される。また、形態的には区別出来ない隠蔽種の存在も指摘されている。フシナシミドロ属の種は、生殖器官、特に造精器の特徴に基づいていくつかの節に分類されている（下表1）。分子系統学的研究からも、このような節分類が支持されている（下図6）。
|  | ピロボロイデ節 section Piloboloideae |
|  |                                      |
|  | ウォロニナ節 section Woroninia       |
|  |                                      |

|  | コルニキュラ節 section Corniculatae |
|  |                                     |
|  | ツブリゲラ節 section Tubuligerae    |
|  |                                     |

|  | バウケリア節 section Vaucheria |
|  |                                |
|  | ラセモサ節 section Racemosae   |
|  |                                |

|  | コルニキュラ節 section Corniculatae |
|  |                                     |
|  | ツブリゲラ節 section Tubuligerae    |
|  |                                     |

|  | バウケリア節 section Vaucheria |
|  |                                |
|  | ラセモサ節 section Racemosae   |
|  |                                |

|  | ピロボロイデ節 section Piloboloideae |
|  |                                      |
|  | ウォロニナ節 section Woroninia       |
|  |                                      |

|  | コルニキュラ節 section Corniculatae |
|  |                                     |
|  | ツブリゲラ節 section Tubuligerae    |
|  |                                     |

|  | バウケリア節 section Vaucheria |
|  |                                |
|  | ラセモサ節 section Racemosae   |
|  |                                |

|  | コルニキュラ節 section Corniculatae |
|  |                                     |
|  | ツブリゲラ節 section Tubuligerae    |
|  |                                     |

|  | バウケリア節 section Vaucheria |
|  |                                |
|  | ラセモサ節 section Racemosae   |
|  |                                |

|  | ピロボロイデ節 section Piloboloideae |
|  |                                      |
|  | ウォロニナ節 section Woroninia       |
|  |                                      |

|  | コルニキュラ節 section Corniculatae |
|  |                                     |
|  | ツブリゲラ節 section Tubuligerae    |
|  |                                     |

|  | バウケリア節 section Vaucheria |
|  |                                |
|  | ラセモサ節 section Racemosae   |
|  |                                |

|  | コルニキュラ節 section Corniculatae |
|  |                                     |
|  | ツブリゲラ節 section Tubuligerae    |
|  |                                     |

|  | バウケリア節 section Vaucheria |
|  |                                |
|  | ラセモサ節 section Racemosae   |
|  |                                |

|  | ピロボロイデ節 section Piloboloideae |
|  |                                      |
|  | ウォロニナ節 section Woroninia       |
|  |                                      |

|  | コルニキュラ節 section Corniculatae |
|  |                                     |
|  | ツブリゲラ節 section Tubuligerae    |
|  |                                     |

|  | バウケリア節 section Vaucheria |
|  |                                |
|  | ラセモサ節 section Racemosae   |
|  |                                |

|  | コルニキュラ節 section Corniculatae |
|  |                                     |
|  | ツブリゲラ節 section Tubuligerae    |
|  |                                     |

|  | バウケリア節 section Vaucheria |
|  |                                |
|  | ラセモサ節 section Racemosae   |
|  |                                |

| 表1. フシナシミドロ属の分類体系 - 黄緑色藻綱 Xanthophyceae P.Allorge ex F.E.Fritsch, 1935 - フシナシミドロ目 Vaucheriales (Nägeli) Bohlin, 1901 - フシナシミドロ科 Vaucheriaceae Dumortier, 1822 - フシナシミドロ属 Vaucheria A.P.de Candolle, 1801 - アクランドラ節 Vaucheria section Acrandrae Ott & Hommersand, 1984 造精器は円筒形、糸状体に介生または頂生するアンドロフォア (androphore) 上につく。 例: Vaucheria acrandra - アンドロフォラ節 Vaucheria section Androphorae Nordstedt, 1879 造精器は円筒形、糸状体に側生するアンドロフォア上につく。 例: Vaucheria synandra - コルニクラ節 Vaucheria section Corniculatae Walz, 1866 シノニム: コントルタ節 Vaucheria section Contortae Dangeard, 1939; グロビフェラ節 Vaucheria section Globifeae Heidining, 1908 造精器は円筒形または紡錘形、支持細胞上につき、放出孔を1–7個もつ。ときに子実枝をもつ。 例: Vaucheria arcassonensis; Vaucheria borealis; Vaucheria bursata; Vaucheria dillwynii; Vaucheria nanandra - ヘルキニア節 Vaucheria section Hercynianae Rieth, 1980 造精器は棍棒状、造精器柄上につき、放出孔を欠き、細胞壁が崩壊して精子を放出する。生卵器も開口部を欠き、細胞壁の崩壊によって放出されたのちに受精する。造精器と生卵器はともに子実枝 (gametophore) につく。 例: Vaucheria hercyniana - ピロボロイデス節 Vaucheria section Piloboloideae (Walz) Heering, 1907 造精器は円筒形または紡錘形、支持細胞上につき、放出孔を1–7個もつ。ときに子実枝をもつ。 例: Vaucheria glomerata; Vaucheria litorea; Vaucheria longicaulis; Vaucheria piloboloides - ラセモサ節 Vaucheria section Racemosae (Walz, 1866) T.J.Entwisle, 1988 シノニム: コルニクラ節ラセモサ亜節 Vaucheria section Corniculatae subsection Racemosae (Walz) Heering, 1907; コルニクラ節ジスコイド亜節 Vaucheria section Corniculatae subsection Discoideae Venkataraman, 1961; コルニクラ節ラジアタ亜節 Vaucheria section Corniculatae subsection Radiatae Hoppaugh, 1930; ヘエリンギア節 Vaucheria section Heeringia Blum, 1971; Vaucheriopsis Heering, 1921 造精器は円筒形、生卵器とともに子実枝につく。 例: Vaucheria sessilis; Vaucheria erythrospora; Vaucheria frigida; Vaucheria gardneri; Vaucheria geminata; Vaucheria gyrogyna; Vaucheria prona; Vaucheria pseudogeminata; Vaucheria subarechavaletae; Vaucheria uncinata - ツブリゲラ節 Vaucheria section Tubuligerae (Walz) Heering, 1907 シノニム: Vaucheria section Globiferae (Heidinger) Heering, 1921 pro parte 造精器は円筒形から卵形、先端は隣接する生卵器の方向を向いている。 例: Vaucheria aversa; Vaucheria bicornigera; Vaucheria prolifera - バウケリア節 Vaucheria section Vaucheria 造精器は膨潤し、2–4個の放出孔をもつ。造精器は生卵器とともに子実枝につく。 シノニム: Vaucheria section Anomalae (Hansgirg) Heering, 1907 例: Vaucheria canalicularis; Vaucheria cruciata - ウォロニナ節 Vaucheria section Woroninia (Solms-Laubach) Heering, 1907 シノニム: Woroninia Solms-Laubach, 1867 造精器は紡錘形から卵形。 例: Vaucheria conifera; Vaucheria velutina |